# San Gregorio Vecchio
San Gregorio Vecchio (San Grigoeu in dialetto milanese, AFI: [ˌsanɡriˈɡøː]) è una cascina del comune di Milano, posta all'estrema periferia orientale oltre la tangenziale. Risalente al XVI secolo, appartiene amministrativamente al Municipio 3.
Fino al 1841 San Gregorio Vecchio costituì un comune autonomo.

## Storia
Nell'ambito della suddivisione del territorio milanese in pievi, San Gregorio Vecchio apparteneva alla Pieve di Segrate e confinava con Crescenzago a nord, Rovagnasco e Redecesio ad est, Casa Nova a sud, e Lambrate e Cimiano ad ovest, e al censimento del 1751 fece registrare 127 residenti.
In età napoleonica, alla proclamazione del Regno d'Italia contava 100 abitanti. Nel 1808, tuttavia, San Gregorio Vecchio fu aggregata a Milano, recuperando l'autonomia nel 1816 con la costituzione del Regno Lombardo-Veneto.
Nel 1841 il comune di San Gregorio Vecchio fu aggregato a quello di Lambrate, della cui parrocchia aveva sempre fatto parte, con dispaccio governativo del 17 gennaio. Alla fine, nel 1923 anche il comune di Lambrate fu soppresso e annesso alla città di Milano.